# Gmina Stare Pole
Die Gmina Stare Pole ist eine Landgemeinde im Powiat Malborski (deutsch Marienburg) der polnischen Woiwodschaft Pommern. Sie hat eine Fläche von 79,7 km², auf der 4706 Menschen leben (31. Dezember 2020). Ihr Sitz ist das gleichnamige Dorf (Altfelde).

## Geographie

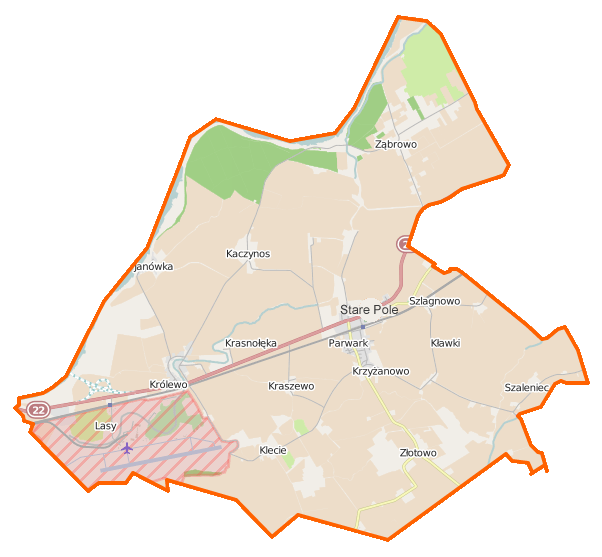
Karte der Landgemeinde

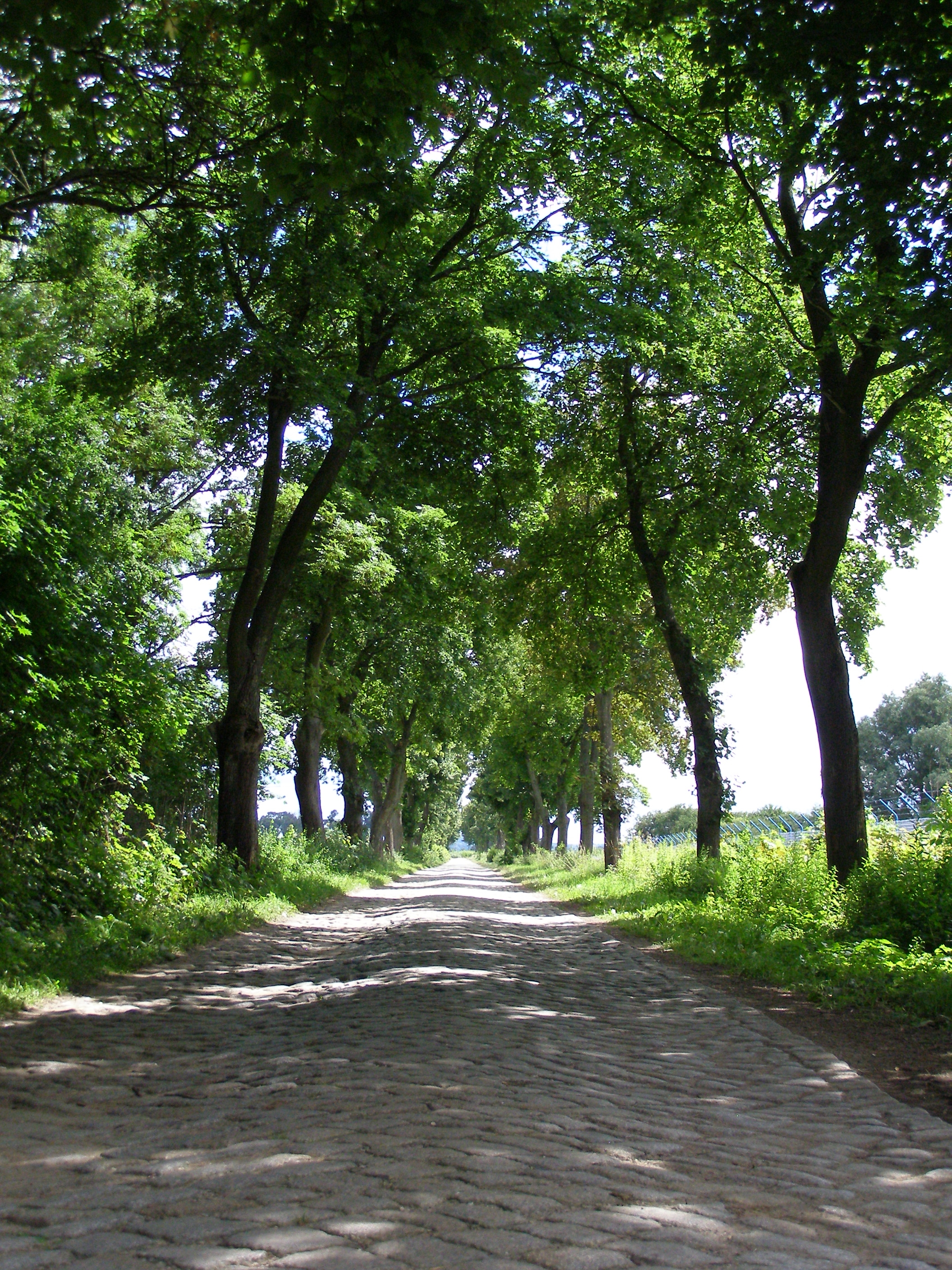
Weg bei Klecie

Die Landgemeinde liegt in Pommerellen im Gebiet des Weichsel-Nogat-Deltas (poln. Żuławy Wiślane) auf dem Gebiet des Elbinger Werders (Żuław Elbląskich). Zu den Gewässern gehört die Nogat. Im Westen grenzt die Gmina an die Landgemeinde Malbork (Marienburg). 76 Prozent der Fläche werden landwirtschaftlich genutzt, 3 % sind Wald.

## Geschichte
Bis zur Ersten Polnischen Teilung gehörte das Gemeindegebiet zur Stadt Elbing. 1773 kam Altfelde zum Königreich Preußen und zur Provinz Westpreußen. Aufgrund der Bestimmungen des Versailler Vertrags gehörte die Bevölkerung 1920 zum Abstimmungsgebiet Marienwerder. Im Landkreis Marienburg stimmte die Bevölkerung mit 98,93 Prozent der Stimmen für den Verbleib bei Westpreußen. Da dieses westlich der Nogat an die Freie Stadt Danzig fiel, kam das Gebiet östlich der Nogat zu Ostpreußen.
Von 1975 bis 1998 gehörte die Landgemeinde zur Woiwodschaft Elbing. Am Westrand der Landgemeinde liegt der Militärflugplatz Malbork (22. Baza Lotnicza). Er wurde in der Folge der Annexion der Krim durch Russland zeitweise durch die NATO im Rahmen des „Air Policing Baltikum“ genutzt.

## Gemeindegliederung

### Schulzenämter
Zur Landgemeinde gehören die in der Tabelle aufgeführten zwölf Ortschaften mit jeweils einem Schulzenamt.
| polnischer Name | deutscher Name (bis 1945) | Einw. (2006) | Lage   | Bild                        |
| --------------- | ------------------------- | ------------ | ------ | --------------------------- |
| Janówka         | Jonasdorf                 | 093          | (Lage) |                             |
| Kaczynos        | Katznase                  | 0387         | (Lage) | Kirche in Katznase (1930)   |
| Kikojty         | Kykoit                    | 034          | (Lage) |                             |
| Klecie          | Klettendorf               | 079          | (Lage) | Vorlaubenhaus in Klecie     |
| Kławki          | Klakendorf                | 0126         | (Lage) | Vorlaubenhaus in Kławki     |
| Kraszewo        | Pruppendorf               | 0162         | (Lage) |                             |
| Królewo         | Königsdorf                | 0382         | (Lage) | Alter Grabstein in Królewo  |
| Krzyżanowo      | Notzendorf                | 0356         | (Lage) | Glockenträger in Krzyżanowo |
| Stare Pole      | Altfelde                  | 1834         | (Lage) | Denkmal in Stare Pole       |
| Szlagnowo       | Schlablau                 | 0133         | (Lage) |                             |
| Ząbrowo         | Sommerau                  | 0423         | (Lage) | Kirche in Ząbrowo           |
| Złotowo         | Reichfelde                | 0312         | (Lage) | Vorlaubenhaus in Złotowo    |

### Weitere Ortschaften

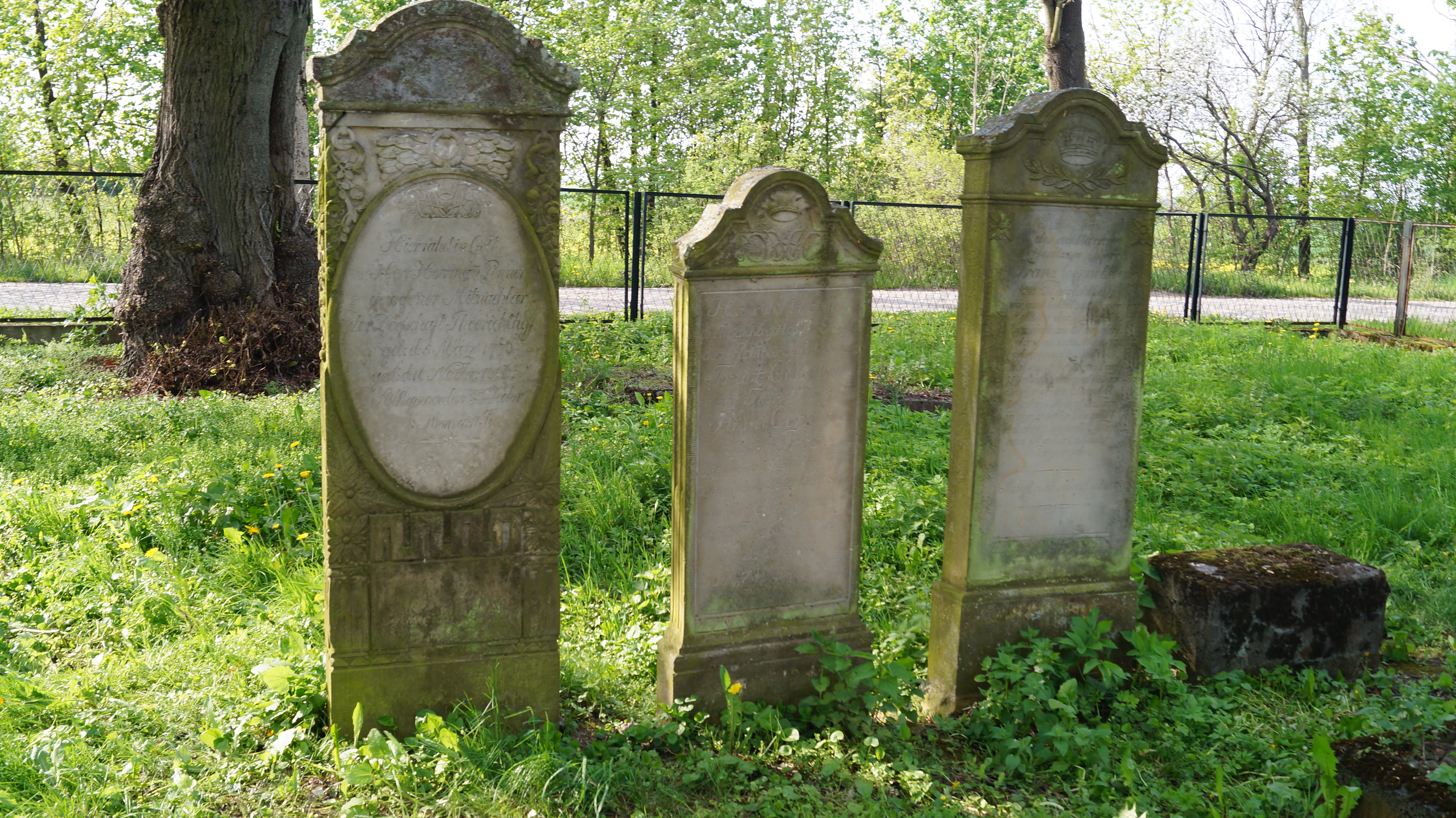
Grabsteine in Szaleniec

- Janowo Leśne (–)
- Kaczynos-Kolonia (–)
- Krasnołęka (Schönwiese)
- Królewo Malborskie (Königsdorf)
- Leklowy (Lecklau)
- Letniki (Sommerort)
- Parwark (Parwark)
- Szaleniec (Thörichthof)
- Zarzecze (Königshof)

## Denkmalgeschützte Sehenswürdigkeiten
- Pfarrkirche in Królewo, 1820/21; Friedhof
- Heiligenhäuschen in Królewo, 16. Jahrhundert
- Kirche in Krzyżanowo, 14. Jahrhundert, Glockenträger, Friedhof, Tor
- Glockenträger in Stare Pole
- Mennonitischer Friedhof in Szaleniec
- Vorlaubenhaus in Kławki
- Ruine eines Vorlaubenhauses in Kławki, 18. und 19. Jahrhundert
- Vorlaubenhaus in Klecie
- Vorlaubenhaus in Złotowo

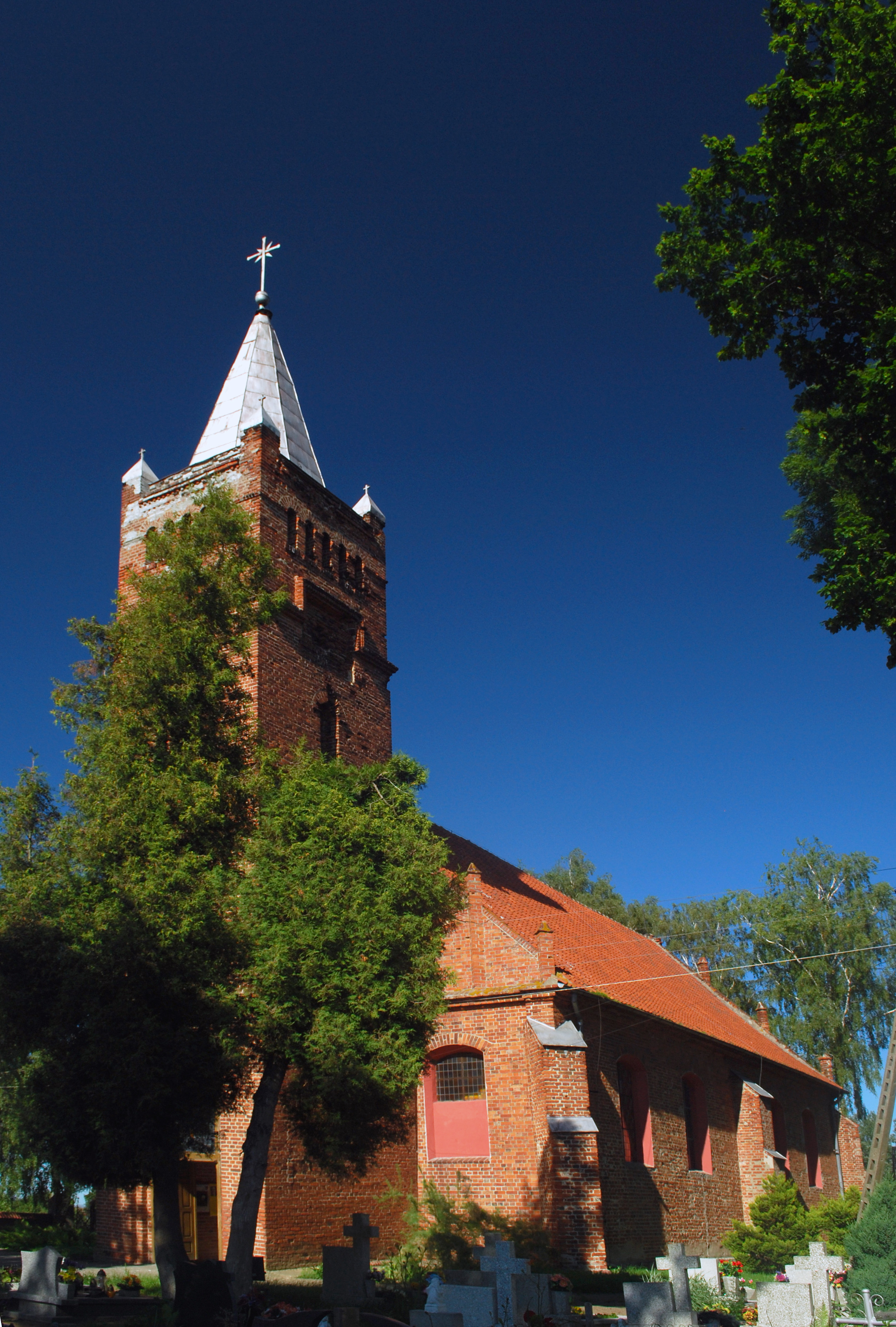
Pfarrkirche in Królewo
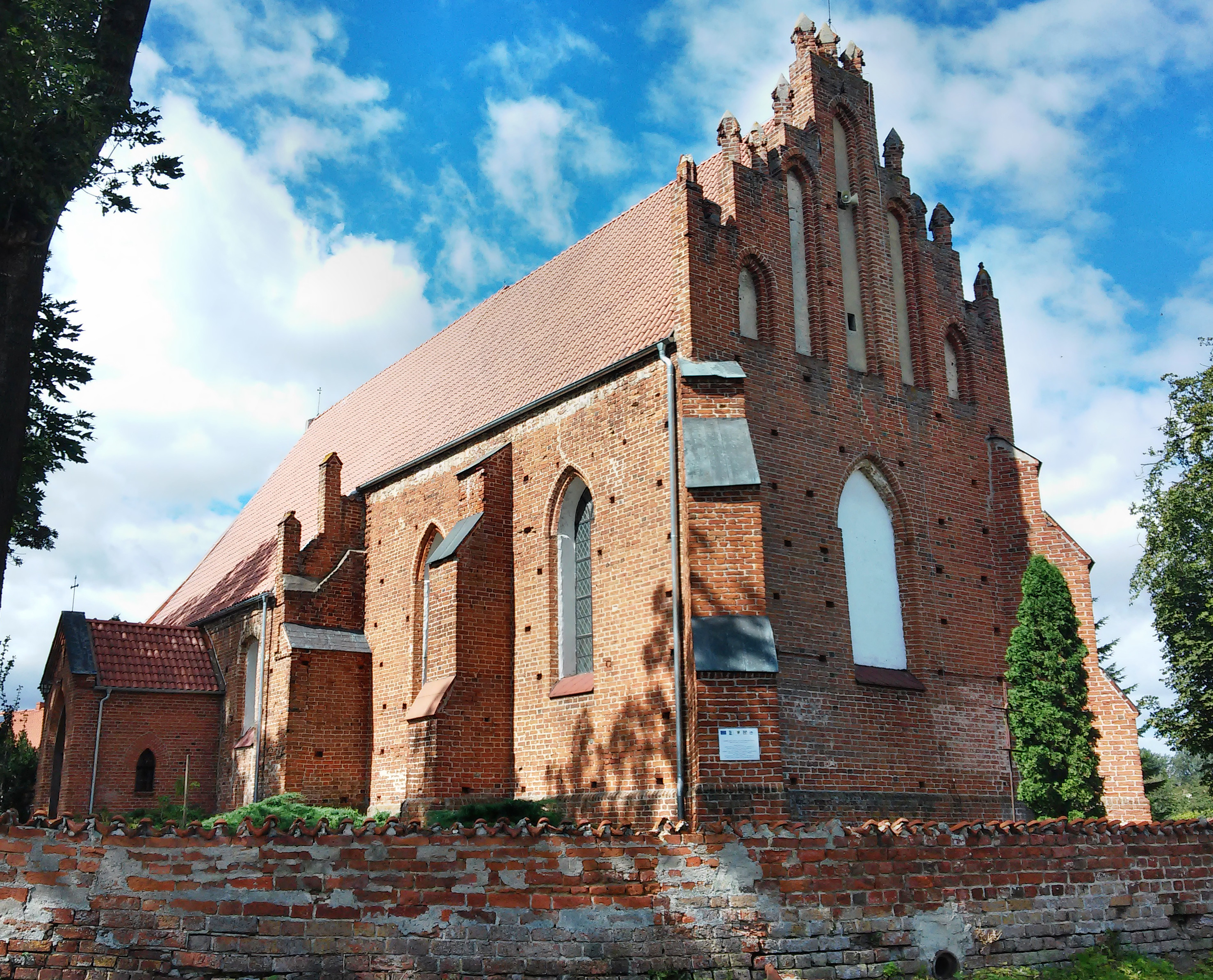
Kirche in Krzyżanowo
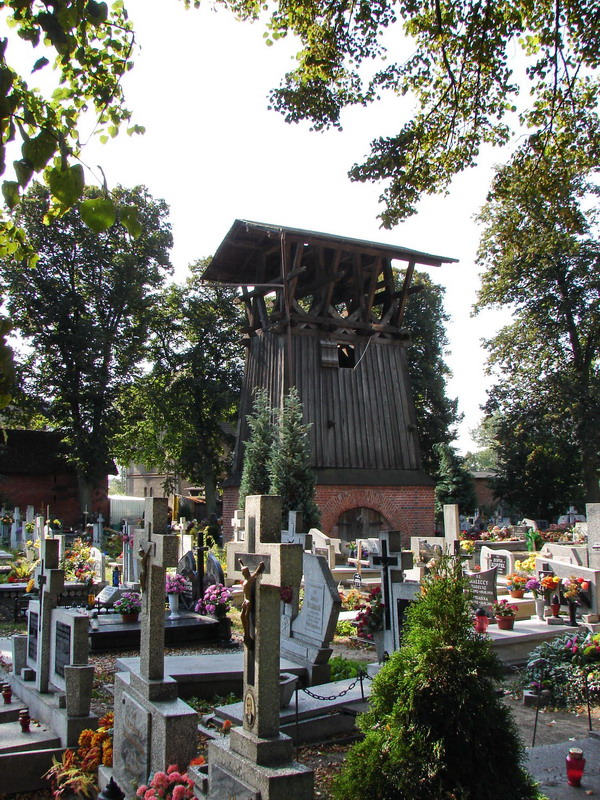
Glockenträger in Stare Pole
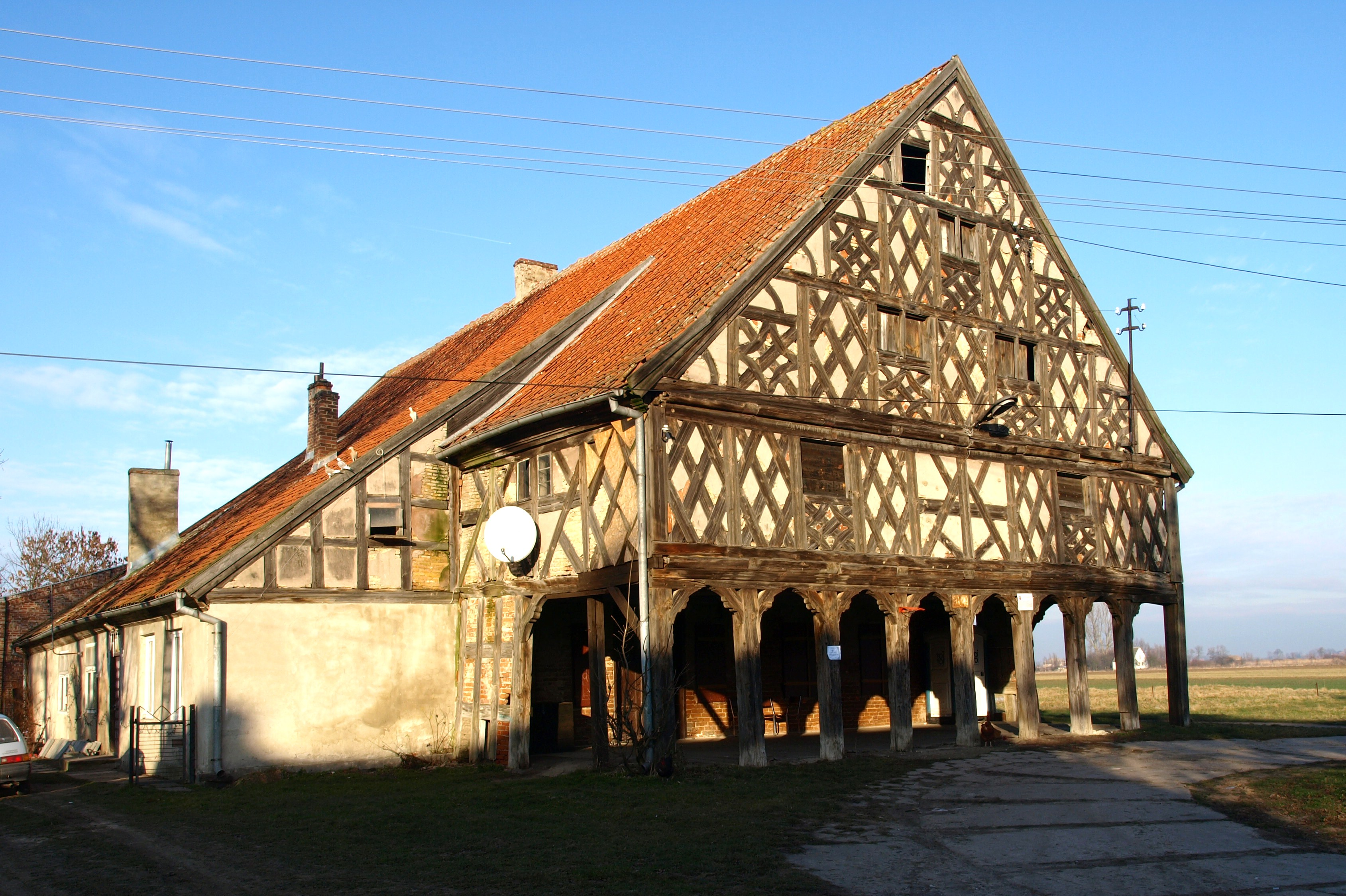
Vorlaubenhaus in Klecie

## Persönlichkeiten
- Hans Joachim Wiehler (1930–2003), Botaniker und mennonitischer Pastor, geboren in Klettendorf.